# Regla de oro (ética)

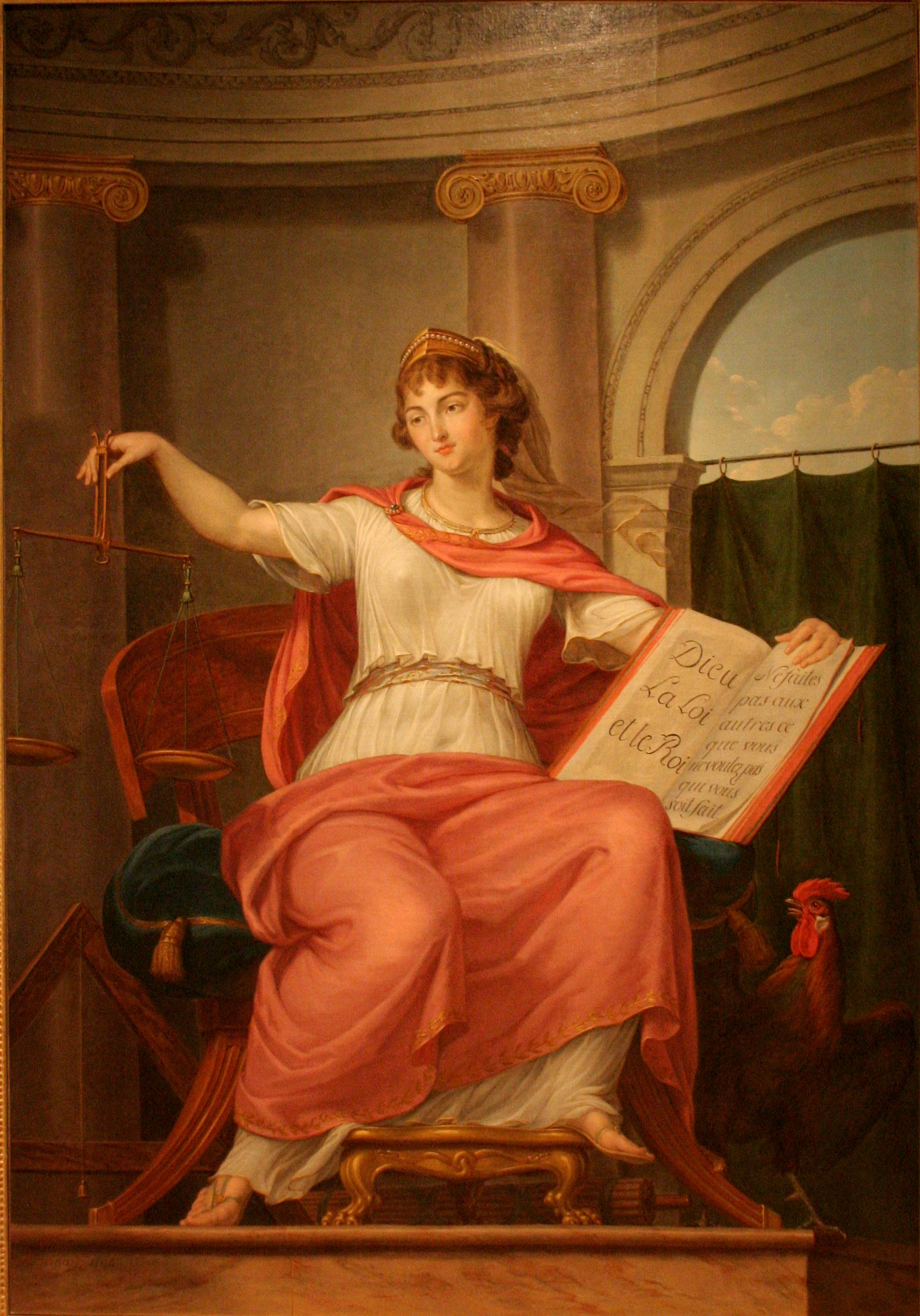
La justicia, por Bernard d'Agesci. En una mano lleva su símbolo (la balanza) y en la otra un libro con los textos: Dieu, la Loi, et le Roi ("Dios, la Ley y el Rey") y Ne faites pas aux autres ce que vous ne voulez pas que vous soit faite ("No hagas a los otros lo que no quieres que te sea hecho").

Regla de oro o ley de oro son denominaciones para un principio moral general que puede expresarse: «trata a los demás como querrías que te trataran a ti» (en su forma positiva) o «no hagas a los demás lo que no quieras que te hagan a ti» (en su forma negativa, en esta forma también conocida como regla de plata). No consiste en la afirmación de determinadas conductas o en la imposición de valores afirmativos o positivos, como sucede en las doctrinas dogmáticas, sino que preconiza una dinámica de relaciones intersubjetivas basada en el sentido común y en el principio de no agresión.
Se encuentra bajo distintas formulaciones en prácticamente todas las culturas, filosofías y religiones, como una regla fundamental —la referencia al oro se hizo por su consideración como el más precioso de los metales—. Su universalidad sugiere que puede estar relacionada con aspectos innatos de la naturaleza humana. En cualquier caso, la actitud en la que la persona religiosa centra sus criterios fuera de sí, en el otro, o más bien en la otredad que lo trasciende, es una característica fundamental del hecho religioso—área en la que la regla de oro es muy relevante—. Se considera a la regla de oro el punto de partida para la reflexión teórica y el proceso histórico que condujo a la formulación de los derechos humanos; aunque identificar ambos conceptos es anacrónico.
La primera enunciación escrita de la regla de oro se encuentra en un texto narrativo del Imperio Medio egipcio llamado Historia del campesino elocuente. En el griego Epicuro la regla de oro se entiende como ética de la reciprocidad: minimizar el daño, de los pocos y de los muchos, para así maximizar la felicidad de todos. También la encontramos en los evangelios, en concreto en el de Mateo, donde leemos lo siguiente, puesto en boca de Jesús: «Todo lo que queráis que hagan los hombres con vosotros, hacedlo también vosotros con ellos» (Mateo 7,12); y en el de Lucas: «Como queráis que hagan los hombres con vosotros, hacedlo de igual manera con ellos» (Lucas 6,31). La fórmula «Amarás a tu prójimo como a ti mismo» se encuentra en Levítico 19,18, y es citada en varios pasajes del Nuevo Testamento (Mateo 19,18; 22,38; Marcos 12,31; Lucas 10,27; Romanos 13,9; Gálatas 5,14; Santiago 2,8).
John Locke propuso los derechos a «la vida, la libertad y la propiedad». Para Locke, el propio cuerpo es parte de los bienes de un hombre y, por tanto, sobre él se ejerce un derecho a la propiedad que teóricamente garantiza la seguridad de las personas al igual que la de sus posesiones. Posteriormente, este concepto fue recogido por la Ilustración y el pensamiento democrático posterior a la Revolución francesa —utilitarismo de Jeremy Bentham y John Stuart Mill—. George Bernard Shaw (1898) estableció una evidente precaución a la aplicación de la regla de oro en sentido activo o positivo: «no hagas a otros lo que quisieras que te hagan a ti. Sus gustos pueden no ser los mismos». 
El filósofo alemán Hans Reiner (1896-1991) distinguía diferentes formulaciones de la regla de oro: la regla de empatía, que parte de nuestros deseos o temores («lo que tú mismo temas, no lo hagas a los demás, lo que deseas para ti, hazlo a los demás»), y la regla de la equidad, que parte de nuestros juicios de valor («lo que reprochas a otros, no lo hagas tú mismo; debes actuar como juzgas que los demás deben hacerlo»). Thomas Nagel (1970) propuso repensar el altruismo de forma objetiva sobre la base de la ética de la reciprocidad. En los años 1990, Enno Winkler desarrolló un código de ética universal, en el que la regla de oro está incluido como un mandamiento para las relaciones interpersonales en ausencia de empatía: «¡Respeta al otro como a ti mismo!».

## Formulaciones pasivas o activas de la regla en distintas religiones
En la mayoría de las formulaciones, la regla de oro toma una forma negativa, como la expresada en el judaísmo («lo que es odioso para ti, no se lo hagas al prójimo»), en el zoroastrismo («la naturaleza sólo es buena cuando no se hace a los demás nada que no sea bueno para uno mismo»), en el confucianismo («no impongas a otro lo que no elegirías para ti mismo») o en el budismo («no hieras a los otros de una forma que tú mismo encontrarías hiriente»); aunque también las hay de forma activa o positiva, como en el taoísmo («considera la ganancia de tu vecino como tu ganancia, y la pérdida de tu vecino como tu pérdida»), en el hinduismo («trata a los otros como te tratas a ti mismo») o en el mismo judaísmo («amarás a tu prójimo como a ti mismo»).
En la cultura occidental cristiana, las fórmulas más divulgadas son dos frases de Jesús en que cita explícitamente la ley judía antigua: «amarás a tu prójimo como a ti mismo [...] todas las cosas que queráis que los hombres hagan con vosotros, así también haced vosotros con ellos; porque esto es la ley y los profetas»; y un pasaje más extenso:

Amad a vuestros enemigos, haced bien a los que os aborrecen; [...] como queréis que hagan los hombres con vosotros, así también haced vosotros con ellos. Porque si amáis a los que os aman, ¿qué mérito tenéis? Porque también los pecadores aman a los que los aman. Y si hacéis bien a los que os hacen bien, ¿qué mérito tenéis? Porque también los pecadores hacen lo mismo. Y si prestáis a aquellos de quienes esperáis recibir, ¿qué mérito tenéis? Porque también los pecadores prestan a los pecadores, para recibir otro tanto. Amad, pues, a vuestros enemigos, y haced bien, y prestad, no esperando de ello nada [...] Sed, pues, misericordiosos.

Un hadiz islámico dice: «ninguno de vosotros habrá de completar su fe hasta que quiera para su hermano lo que quiere par sí mismo».

## De Kant a Popper
La filosofía moderna, concretamente el racionalismo, despojó a la regla de oro de su contexto religioso y la convirtió en fundamento de la ética entendida como sistema de principios universales de convivencia que todos los hombres pueden compartir. Especialmente Kant, en su Crítica de la Razón Práctica, le otorga renovado vigor en la primera formulación del imperativo categórico: Actúa de tal modo que puedas igualmente querer que tu máxima de acción se vuelva una ley universal. A través de la poderosa herencia ideológica kantiana, la regla de oro está presente en las tradiciones intelectuales del liberalismo y el iusnaturalismo racionalista, en las obras de Humboldt, Habermas, John Stuart Mill, etc.
Charles Darwin también la menciona con entusiasmo y admiración, como culminación y necesaria consecuencia de los instintos sociales humanos.
Por su parte, Karl Popper también se apoya en ella para justificar el ámbito de actuación de un Estado mínimo al enunciar, en La sociedad abierta y sus enemigos, su principio del utilitarismo negativo: el Estado no debe imponer afirmativamente determinadas conductas a los hombres, sino que sólo debe impedir que éstos se causen mal los unos a los otros (es decir, que hagan a los otros lo que no querrían para sí mismos).

Todo apremio moral tiene sus bases en los apremios del dolor o el sufrimiento, propongo reemplazar, por esta razón, la fórmula utilitarista: "aspiremos a la mayor cantidad de felicidad para el mayor número", o, más sintéticamente: "aumentemos la felicidad", por la fórmula: "la menor cantidad posible de dolor para todos" o, brevemente: "disminuyamos el dolor". Esta fórmula tan simple puede convertirse, creo yo, en uno de los principios fundamentales (por cierto que no el único) de la política pública. El principio "aumentemos la felicidad" parece tender, por el contrario, a producir dictaduras benévolas.

## Historia antigua

### Antiguo Egipto
Posiblemente la afirmación más antigua de la máxima de reciprocidad, que refleja a la antigua diosa egipcia Ma'at, aparece en la historia de "El campesino elocuente", que data del Reino Medio (c. 2040-1650 a. C.): "Este es el mandamiento: Haz al que hace para que haga" Este proverbio encarna el principio do ut des]'.  Un papiro del Período Tardío (c. 664-323 AdC) contiene una temprana afirmación negativa de la Regla de Oro: "Lo que odias que te hagan a ti, no se lo hagas a otro."

### La India antigua

#### Tradición sánscrita
En Mahābhārata, la antigua epopeya de la India, hay un discurso en el que el sabio Brihaspati le dice al rey Yudhishthira lo siguiente sobre el dharma, una concepción filosófica de los valores y las acciones que dan buen orden a la vida:

Nunca se debe hacer algo a los demás que uno consideraría un daño a sí mismo. En pocas palabras, esto es el dharma. Cualquier otra cosa es sucumbir al deseo.
 Mahābhārata 13.114.8 (Edición crítica)

El Mahābhārata suele datarse en el periodo comprendido entre 400 a. C. y 400 d. C.

#### Tradición tamil
En el capítulo 32 del Libro de la virtud del Tirukkuṛaḷ (c. siglo I a. C.-siglo V de nuestra era), Valluvar dice:

No hagas a los demás lo que sabes que te ha hecho daño a ti mismo.
 Kural 316

¿Por qué se hace daño a los demás sabiendo lo que es ser herido?
 Kural 318

Además, en el verso 312, Valluvar dice que es la determinación o el código de los inmaculados (virtuosos) no hacer el mal, ni siquiera a cambio, a aquellos que han abrigado enemistad y les han hecho el mal. Según él, el castigo apropiado para aquellos que han hecho el mal es avergonzarlos mostrándoles amabilidad, a cambio y olvidar tanto el mal como el bien hecho por ambas partes (verso 314). 

### La antigua Grecia
La Regla de Oro en su forma prohibitiva (negativa) era un principio común en la griego antiguo filosofía. Ejemplos del concepto general incluyen:
- "Evita hacer lo que culparías a otros por hacer." - Tales[31] (c. 624 - c. 546 a. C.)
- "Lo que no quieras que te suceda, no lo hagas tú tampoco." - Sexto el Pitagórico.[32] La referencia más antigua que existe es de Orígenes en el siglo III común. html|title=Las Sentencias de Sexto -- La Biblioteca de Nag Hammadi|website=www.gnosis.org}}</ref> La referencia más antigua que se conserva de Sexto es de Orígenes, en el siglo III de la era común.[33]
- "Lo ideal es que nadie toque mi propiedad ni la altere, a menos que yo le haya dado algún tipo de permiso, y, si soy sensato, trataré la propiedad de los demás con el mismo respeto. " - Platón[34] (c. 420 - c. 347 AEC)
- "No hagas a los demás lo que te enfada cuando te lo hacen a ti" - Isócrates[35] (436-338 a. C.)
- "Es imposible vivir una vida placentera sin vivir sabia y bien y justamente, y es imposible vivir sabia y bien y justamente sin vivir placenteramente". - Epicuro (341-270 a. C.) donde "justamente" se refiere a "un acuerdo hecho en asociación recíproca... contra la imposición o el sufrimiento de daño" [36]

### La antigua Persia
Las Textos pahlavi del zoroastrismo (c. 300 a. C. - 1000 d. C.) fueron una fuente temprana de la Regla de Oro: "Sólo es buena la naturaleza que se abstiene de hacer a otro lo que no es bueno para sí misma". Dadisten-I-dinik, 94,5, y "Lo que sea desagradable para ti mismo no lo hagas a los demás". Shayast-na-Shayast 13:29

### La antigua Roma
Séneca el Joven (c. 4 a. C. - 65 d. C.), practicante del estoicismo (c. 300 a. C. - 200 d. C.) expresó una variación jerárquica de la Regla de Oro en su Carta 47, un ensayo sobre el trato a los esclavos: "

### China clásica
La Doctrina de la medianía atribuida a Zisi (c. 481 a. C. - c. 402 a. C.) atribuye a Confucio la expresión de la regla de oro en el contexto de la filosofía moral china:

El Hombre Noble trata a las personas como seres humanos, y una vez que se han corregido, las deja ser. Ser sincero y justo con todos, aunque esto es diferente de la Vía, no está lejos de ella. Esto significa «no hacer a los demás lo que no quieres que te hagan a ti». Hay cuatro formas generales en que esto puede caracterizarse, una de las cuales (1) yo he podido practicar plenamente:

(1) Tratar a mi padre como espero que me trate mi hijo.
(2) Tratar a mi gobernante como espero que me traten mis ministros.
(3) Tratar a mis hermanos mayores como espero que me traten mis hermanos menores.

(4) Tratar a mis amigos como espero que me traten mis amigos.
Zisi, Doctrina de la medianía, 13